# Vanguard TV5
Vanguard TV5 (auch bekannt als 20in X-ray #1) war ein US-amerikanischer Forschungssatellit aus dem Vanguard-Projekt der NASA. Er ging bei einem Fehlstart verloren.

## Technik
Vanguard TV5 wurde vom Naval Research Laboratory (NRL) gebaut. Er wog nur ca. 10 kg und hatte einen Durchmesser von ca. 50 cm. Die elektrische Energieversorgung erfolgte über Batterien und Solarzellen.

## Aufgabe
Das Ziel des Satellitenprojekts war es, einen voll instrumentierten 10-kg-Röntgensatelliten in der Erdumlaufbahn zu stationieren, um Unterschiede der Intensität solarer Röntgenstrahlung im Wellenlängenbereich von 1 bis 8 Å zu untersuchen und weitere Messungen der Weltraumumgebung durchzuführen. Die Mission war, abgesehen der unterschiedlichen Wellenlängen, identisch zu den Vanguard Lyman-Alpha-Satelliten (Vanguard SLV).

## Startverlauf
Vanguard TV5 wurde am 29. April 1958 auf einer Vanguard-Trägerrakete von der Cape Canaveral AFS gestartet. Aufgrund eines Fehlers in der Elektrik der zweiten Stufe wurde das Zündsignal für die dritte Stufe nicht weitergegeben, worauf sich die beiden Stufen nicht voneinander trennen. Der Satellit ging hierbei verloren.